# Tsui Tin-Chau
Tin-Chau Tsui (Hong Kong, 1958) (Jiaxiang: Cantón, Zhongshan) es un chino holandés muy popular en la comunidad china de Holanda. Emigró a Holanda en 1972.
Después de terminar sus estudios en el instituto, terminó la carrera universitaria de profesorado de EGB en la Universidad católica de Maastricht (Katholieke Pedagogische Academie) y (la carrera universitaria) en la Universidad de Leiden, departamento de Lengua y Cultura China (Talen en Culturen van China).
Tsui es profesor de chino en enseñanza superior no universitaria (HBO por sus siglas en holandés) y en enseñanza secundaria. Además, desarrolla materiales y métodos didácticos para las clases de chino y para escuelas de chino (los sábados) en Holanda. Conocido es su curso: Chinees? ’n Makkie (¿Chino? ¡Qué fácil!). Hasta 2010, Tsui era profesor del colegio Eijkhagencollege/Charlemagne College en la provincia de Limburgo.
Tsui es sobre todo conocido en la comunidad china por la emisión del programa de radio “Snelle berichten Nederland-China” (noticias entre Holanda y China) en chino por la cadena NPS. Desde 1996 hasta 2005 presentaba el curso de holandés: "Aa Laa (alle) dingen Yeung Yeung Sóow/阿啦dingen樣樣數" y el curso "Dag in dag uit Nederlands/荷语日日讲" (Todos los días holandés). Además, Tsui presentaba, junto a Yiu-Fai Chow, programas de verano como "Yauw Moow Kôk Tsôh有冇搅错".

## Publicaciones
Además de desarrollar métodos y materiales didácticos, Tsui publicó los siguientes trabajos:
- T.C. Tsui (1995). Chinese Wijsheden en parallelle Nederlandse gezegdes in twee talen
- Geense, P. & T.C. Tsui (2001). Chinees. In: G. Extra & J.J. de Ruiter (red). Babylon aan de Noordzee: Nieuwe talen in Nederland.